# Hédi Bouricha
Hédi Bouricha, né le 4 septembre 1930 à Sfax et mort le 31 mai 2013, est un médecin, sportif et homme politique tunisien.

## Biographie

### Carrière professionnelle et débuts en politique
Il est né le 4 septembre 1930 à Sfax, où il effectue ses études primaires et secondaires, avant de devenir docteur en neurologie de la faculté de médecine de Paris. Secrétaire général des étudiants d'Afrique du Nord à Toulouse, il adhère au Parti socialiste destourien (PSD) en 1960.
Il est un pionnier de la psychiatrie à Sfax et dans le Sud tunisien et préside la cellule destourienne de la santé de Sfax.
Champion de natation, il est par deux fois président du Club sportif sfaxien (CSS), en 1966-1967 et 1979-1980.
Membre du comité central du PSD, il est également vice-président de la municipalité de Sfax.

### Ministre
Le 23 octobre 1985, il est nommé ministre de la Jeunesse et des Sports dans le gouvernement Mohamed Mzali, remplaçant à ce titre Mohamed Kraïem. Il reste à ce poste jusqu'au 7 avril 1986, date à laquelle il est remplacé par Hamed Karoui.

### Vie privée
Il meurt le 31 mai 2013.
Il a un fils, Samir, qui est, un temps, pressenti pour devenir président du CSS. Tête de liste d'Afek Tounes dans la première circonscription de Sfax lors des élections législatives de 2014, il n'est pas élu.